# Palmer (Illinois)
Palmer es una villa ubicada en el condado de Christian en el estado estadounidense de Illinois. En el Censo de 2010 tenía una población de 229 habitantes y una densidad poblacional de 88,86 personas por km².

## Geografía
Palmer se encuentra ubicada en las coordenadas 39°27′31″N 89°24′29″O / 39.45861, -89.40806. Según la Oficina del Censo de los Estados Unidos, Palmer tiene una superficie total de 2.58 km², de la cual 2.58 km² corresponden a tierra firme y (0%) 0 km² es agua.

## Demografía
Según el censo de 2010, había 229 personas residiendo en Palmer. La densidad de población era de 88,86 hab./km². De los 229 habitantes, Palmer estaba compuesto por el 99.13% blancos, el 0% eran afroamericanos, el 0% eran amerindios, el 0% eran asiáticos, el 0% eran isleños del Pacífico, el 0% eran de otras razas y el 0.87% pertenecían a dos o más razas. Del total de la población el 0.44% eran hispanos o latinos de cualquier raza.